# Doddabaganahalli, Hassan
Doddabaganahalli là một làng thuộc tehsil Hassan, huyện Hassan, bang Karnataka, Ấn Độ.